# José de Reina y Frías
José de Reina y Frías (castellà: José María de Reyna Frías de la Torre)  (Fuentelapeña, 1822 - Madrid, 26 de març de 1887) va ser un militar i polític espanyol d'ideologia moderada, membre del Partit Moderat, diputat a Corts i comte d'Oricáin.

## Biografia
Nascut a la localitat zamorana de Fuentelapeña. De família militar, estudià a la Universitat de Salamanca i en 1834 ingressa com a cadet en el Regiment d'Infanteria de Castella, i lluità en la Primera Guerra Carlina. Al llarg de la seva carrera militar va exercir les funcions de Comandant General d'Osca, Capità General de les Illes Balears (1866-1867), així com governador militar de Madrid i Melilla. Fou ascendit a Mariscal de Camp el gener de 1864. L'esclat de la revolució de 1868 el va sorprendre a les Illes Balears, i va acompanyar la família de la reina Isabel II a l'exili. Es va negar a reconèixer Amadeu de Savoia i es va donar de baixa a l'exèrcit. Després de la restauració, va arribar a ser igualment Inspector General de Carrabiners i membre del Consell d'Estat a partir de maig de 1879.
En l'àmbit polític, afí als moderats de Narváez, va ser diputat a corts per la província de Zamora en sis ocasions, tant durant el regnat d'Isabel II, com després de la Restauració borbònica amb Alfons XII d'Espanya en el Tron a les eleccions generals espanyoles de 1876, 1879, 1881 i 1884. També va ser elegit senador el 1878, tot i que no va jurar el càrrec. La corona li va concedir el títol de comte d'Oricain el 20 de març de 1864.